# Christine Blume
Christine Blume (* 1986 in Waiblingen, Baden-Württemberg) ist eine deutsche Psychologin, Schlafforscherin und Wissenschaftskommunikatorin. Sie ist Projektleiterin am Zentrum für Chronobiologie der Universität Basel. Sie forscht zu den Themen Schlaf, zirkadianen Rhythmen und dem Einfluss moderner Lebensbedingungen wie Licht, Bewegungsmangel und der Umgebungstemperatur.

## Leben und Wirken
Christine Blume wuchs in Oppenweiler bei Stuttgart auf. Nach dem Abitur studierte sie von 2007 bis 2012 Psychologie an der Julius-Maximilians-Universität Würzburg und erlangte dort 2012 ihr Diplom. Während des Studiums verbrachte sie ein Jahr am Pembroke College der Universität Cambridge, wo sie Kurse in Psychologie, Neurobiologie und Pharmakologie belegte. Sie promovierte sie 2016 am Fachbereich Psychologie der Universität Salzburg zum Dr. rer. nat. und arbeitete für zwei weitere Jahre dort als Postdoktorandin. 2019 wechselte sie an das  Zentrum für Chronobiologie in Basel. Seit April 2022 leitet sie dort ein Ambizione-Projekt des Schweizerischen Nationalfonds (SNF), in welchem sie der Frage nach dem Einfluss von körperlicher Aktivität und Tageslicht auf den menschlichen Schlaf und die innere Uhr nachgeht. Im Dezember 2024 habilitierte Blume sich an der Fakultät für Psychologie der Universität Basel.
Neben ihrer wissenschaftlichen Tätigkeit ist Christine Blume seit 2020 Schlaftherapeutin in der Schlafambulanz der Universitären Psychiatrischen Kliniken (UPK) Basel. Dort behandelt sie Patientinnen und Patienten mit Insomnie mittels der kognitiven Verhaltenstherapie bei Insomnie (KVT-I).

## Wissenschaftskommunikation
Zusätzlich zu ihrer wissenschaftlichen Tätigkeit engagiert sich Christine Blume in der Wissenschaftskommunikation. Seit Mai 2023 moderiert sie gemeinsam mit der Wissenschaftsjournalistin Ilka Knigge den wöchentlich erscheinenden Podcast "Über Schlafen" bei Deutschlandfunk Nova. Sie ist regelmäßig als Expertin in den einschlägigen Medien vertreten.
Für das Nationale Institut für Wissenschaftskommunikation (NaWik gGmbH) gibt sie als freie Trainerin Workshops zur Wissenschaftskommunikation sowie Medientrainings.

## Forschung
In ihrer Forschung beschäftigt sich Christine Blume damit, wie externe Faktoren sich auf die innere Uhr und den Schlaf von Menschen sowie die mentale Gesundheit auswirken. Sie erforscht, wie sich im Schlaf die Verarbeitung von Umgebungsreizen verändert. Während der Corona-Pandemie zeigte sie in einer Studie, dass der Lockdown dazu führte, dass Menschen eher im Einklang mit den inneren biologischen Rhythmen schliefen und sich der Schlaf-Wach-Rhythmus weniger an sozialen Rhythmen orientierte. Im Rahmen ihrer Promotion forschte sie zu zirkadianen Rhythmen bei Patientinnen und Patienten mit schweren Hirnschädigungen und Bewusstseinsstörungen sowie der Wirksamkeit von Lichttherapie.

## Auszeichnungen
- Preis für Wissenschaftskommunikation 2024 der Deutschen Gesellschaft für Psychologie (DGPs) für den Podcast "Über Schlafen" (gemeinsam mit Ilka Knigge)[11]
- "Forschungspreis Biopsychologie 2024" der Fachgruppe Biologische Psychologie und Neuropsychologie der Deutschen Gesellschaft für Psychologie (DGPs)[12]
- Förderpreis Wissenschaftskommunikation 2022 der Fachgruppe Biologische Psychologie und Neuropsychologie der Deutschen Gesellschaft für Psychologie (DGPs)[13]
- Aufnahme in das Antelope Karriereprogramm der Universität Basel, Schweiz (2021)
- Christian-Doppler Preis 2021 des Land Salzburg in der Sparte Molekulare Biowissenschaften und Neurowissenschaften (gemeinsam mit Dr. Monika Angerer)[14]
- Nachwuchsförderpreis Schlafforschung 2020 der Deutschen Gesellschaft für Schlafforschung und Schlafmedizin (DGSM)[15]
- Giselher-Guttmann Preis 2018 der Gesellschaft für Neuropsychologie Österreich (GNPÖ)[16]
- Young Investigators Award 2017 der Universität Salzburg[17]
- Promotionsstipendium der Konrad-Adenauer Stiftung e.V. (2014–2016)
- Förderstipendium der Studienstiftung des deutschen Volkes e.V. (2007–2012)

## Mitgliedschaften und Engagement
Christine Blume ist Mitglied der Europäischen Schlafforschungsgesellschaft (ESRS), der Swiss Society for Sleep Research, Sleep Medicine and Chronobiology (SSSSC), der Deutschen Gesellschaft für Psychologie (DGPs) sowie der Deutschen Gesellschaft für Schlafforschung und Schlafmedizin (DGSM). Sie ist außerdem gewähltes Mitglied der Daylight Academy.
Von 2020 bis 2024 war Blume Mitglied des Early Career Network der Europäischen Schlafforschungsgesellschaft, seit 2022 ist sie Mitglied des Scientific Committee.

## Veröffentlichungen (Auswahl)
Blume ist Autorin von über 40 wissenschaftlichen Fachartikeln,.
- mit Münch, M. (2025) “Effects of light on biological functions and human sleep”, in Ferrini-Strambi, L. and Cajochen, C. (eds.) Handbook of Clinical Neurology. Elsevier B.V, pp. 3–16. Available at: http://doi.org/10.1016/B978-0-323-90918-1.00008-3.
- mit Cajochen C., Schöllhorn I., Slawik H.C., & Spitschan M. (2023). Effects of calibrated blue-yellow changes in light on the human circadian clock. Nature Human Behaviour. doi: https://doi.org/10.1038/s41562-023-01791-7.
- mit Niedernhuber M., Spitschan M., Slawik H.C., Meyer M.P., Bekinschtein T.*, & Cajochen C.* (2022). Melatonin suppression does not automatically alter sleepiness, vigilance, sensory processing, or sleep. SLEEP. doi: https://doi.org/10.1093/sleep/zsac199.
- mit Schmidt M.H., & Cajochen C. (2020). Effects of the COVID-19 lockdown on human sleep and rest-activity rhythms. Current Biology. doi: https://doi.org/10.1016/j.cub.2020.06.021